# Liste der Venuskrater/Q
| Name     | Position          | ⌀       | Benannt nach                                           |
| -------- | ----------------- | ------- | ------------------------------------------------------ |
| Qarlygha | 33° S, 162,9° O   | 9,3 km  | kasachischer Vorname                                   |
| Quimby   | 5,7° S, 76,7° O   | 23,2 km | Harriet Quimby (1875–1912), US-amerikanische Fliegerin |
| Qulzhan  | 23,5° N, 165,4° O | 7,9 km  | kasachischer Vorname                                   |
| Quslu    | 6,2° N, 166,8° O  | 8,7 km  | kasachischer Vorname                                   |